# XHTPG-TDT
XHTPG-TDT , Tele10 Nayarit, es el canal público de televisión abierta operada por el Sistema de Radio y Televisión de Nayarit que trasmite contenidos locales como noticieros y retransmite algunos contenidos de TV UNAM así como parcialmente la señal de Canal 22 y Canal Once. Comenzó sus transmisiones en el año de 1993. Su programación es cultural, educativa y con temática social.

## Historia
Fundado en las postrimerías de la administración del Gobernador Celso Humberto Delgado, solicitando a la Secretaría de Comunicaciones y Transportes el permiso para instalar y operar una estación permisionada cultural, solicitud que fue autorizada para transmitir con las siglas XHTPG-TV, Canal 10 y con una potencia Radiada Aparente de 1,750 watts.
El canal entró al aire en la ciudad de Tepic, Nayarit de forma análoga durante la administración del Gobernador Rigoberto Ochoa Zaragoza, haciendo un convenio con el Ejido El Rodeo quien cedió 12 Hectáreas en las que se instaló el sitio de transmisión.
En el mes de abril del 2002 se autorizó el aumento de potencia a 3,000 watts, además se instalaron dos repetidoras, una en Ixtlán del Río y otra en Tecuala. 
En ese mismo año se renovó el convenio de retransmisión del Canal Once del Instituto Politécnico Nacional para la retransmisión parcial de este canal a través de la señal del canal 10. 
En junio del 2007, comienza la retransmisión por medio de una repetidora instalada en la localidad de San Juan de Abajo, municipio de Bahía de Banderas, bajo las siglas XHNSJ-TV.
Es en el año de 2015 cuando la televisora migra de la televisión analógica a la televisión digital terrestre (TDT), transmitiendo desde el canal físico 24. A partir de agosto del 2016 comienza a retransmitir de manera parcial la señal del Canal 22, y de producciones de TV UNAM, además de contar con producciones propias. 
Este canal contaba con una retransmisora ubicada en el poblado de San Juan de Abajo, Nayarit desde 2007. Sin embargo, el 16 de octubre de 2018, el Gobierno del Estado de Nayarit, solicitó al Instituto Federal de Telecomunicaciones, la renuncia a la concesión de la estación XHNSJ-TDT de San Juan de Abajo. La constancia de la renuncia a esta concesión fue publicada el 24 de enero de 2018.
A partir del cambio de la administración estatal, el 29 de enero de 2018, el canal se cambió su nombre a 10TV Nayarit. Con ello también renueva su programación y estudios transmitiendo en alta definición desde el cerro Loma Batea.
Actualmente retransmite contenidos de televisoras como RTVE, DW, Canal 22, TV4 Guanajuato.

## Programas propios
- Noticiero Nocturno (Lunes a viernes de 8:00 a 9:00 PM)[2]
- La Revista (8:00-9:00AM)
- La vida de... (Martes a las 7:30 PM)
- Claroscuro (Miércoles a las 9:00 PM)
- EnArmonia
- Simple y Gourmet